# Chlorid diethylhlinitý
Chlorid diethylhlinitý, též diethylaluminiumchlorid, je organohlinitá sloučenina. Obvykle se popisuje vzorcem (C2H5)2AlCl, i když vytváří dimer, [(C2H5)2AlCl]2. Používá se na přípravu Zieglerových–Nattových katalyzátorů pro výrobu polyalkenů. Také jej lze použít v organické syntéze jako Lewisovu kyselinu. V čisté podobě jde o bezbarvou pevnou látku, ale obvykle se dodává rozpuštěný v uhlovodících. Je velmi reaktivní, na vzduchu i samozápalný.

## Struktura
Sloučeniny s empirickými vzorci AlR2Cl (R = alkyl nebo aryl) se vyskytují jako dimery, (R2Al)2(μ-Cl)2. Atom hliníku zaujímá tetraedrickou geometrii.

## Výroba a příprava
Chlorid diethylhlinitý lze získat reakcí triethyldialuminiumtrichloridu, (C2H5)3Al2Cl3, se sodíkem:
2 (C2H5)3Al2Cl3 + 3 Na → 3 (C2H5)2AlCl + Al + 3 NaCl
Další možností je reakce triethylhliníku s kyselinou chlorovodíkovou:
(C2H5)3Al + HCl → (C2H5)2AlCl + C2H6
Stejný výsledek dává i tato disproporcionační reakce:
2 (C2H5)3Al + AlCl3 → 3 (C2H5)2AlCl
(C2H5)3Al2Cl3 + (C2H5)3Al → 3 (C2H5)2AlCl

## Použití
Chlorid diethylhlinitý se, podobně jako jiné organohlinité sloučeniny, používá spolu se sloučeninami přechodných kovů na přípravu Zieglerových–Nattových katalyzátorů pro polymerizace alkenů.
Tato sloučenina může také být, jako Lewisova kyselina, použita v organické syntéze, například jako katalyzátor Dielsových–Alderových a enových reakcí. Lze jí také použít jako nukleofil nebo k zachytávání protonů.

## Bezpečnost
Diethylaluminiumchlorid je hořlavý a samozápalný.